# Niki Taylor
Niki Taylor (ur. 6 marca 1975) – amerykańska modelka.

## Kariera
Niki Taylor mając zaledwie 13 lat wygrała konkurs modelek „Fresh Faces”. Od tego czasu zaczęła pojawiać się na okładkach magazynów mody: Elle, Vogue czy Harper’s Bazaar. Dzięki swej nienagannej cerze i doskonałym rysom twarzy brała udział w znaczących kampaniach reklamowych kosmetyków. Była najmłodszą modelką, która podpisała większy kontrakt z L’Oréal, by promować serię kosmetyków „Cover Girl”.
W 1991 roku magazyn People umieścił Niki Taylor na 50 miejscu najpiękniejszych ludzi na świecie.
W maju 1996 roku, Taylor pojawiła się na okładkach aż sześciu głównych amerykańskich magazynów mody: Allure, Vogue, Elle, Marie Claire, Self i Shape.
Niki współpracowała z największymi projektantami i domami mody na świecie, jak: Thierry Mugler, Chanel, Dolce & Gabbana, Gianfranco Ferré, Giorgio Armani, Laura Biagotti, Anne Klein, Chloé, Donna Karan, Marc Jacobs, Ralph Lauren, Rocco Barocco oraz Givenchy.